# Porselein van Capodimonte

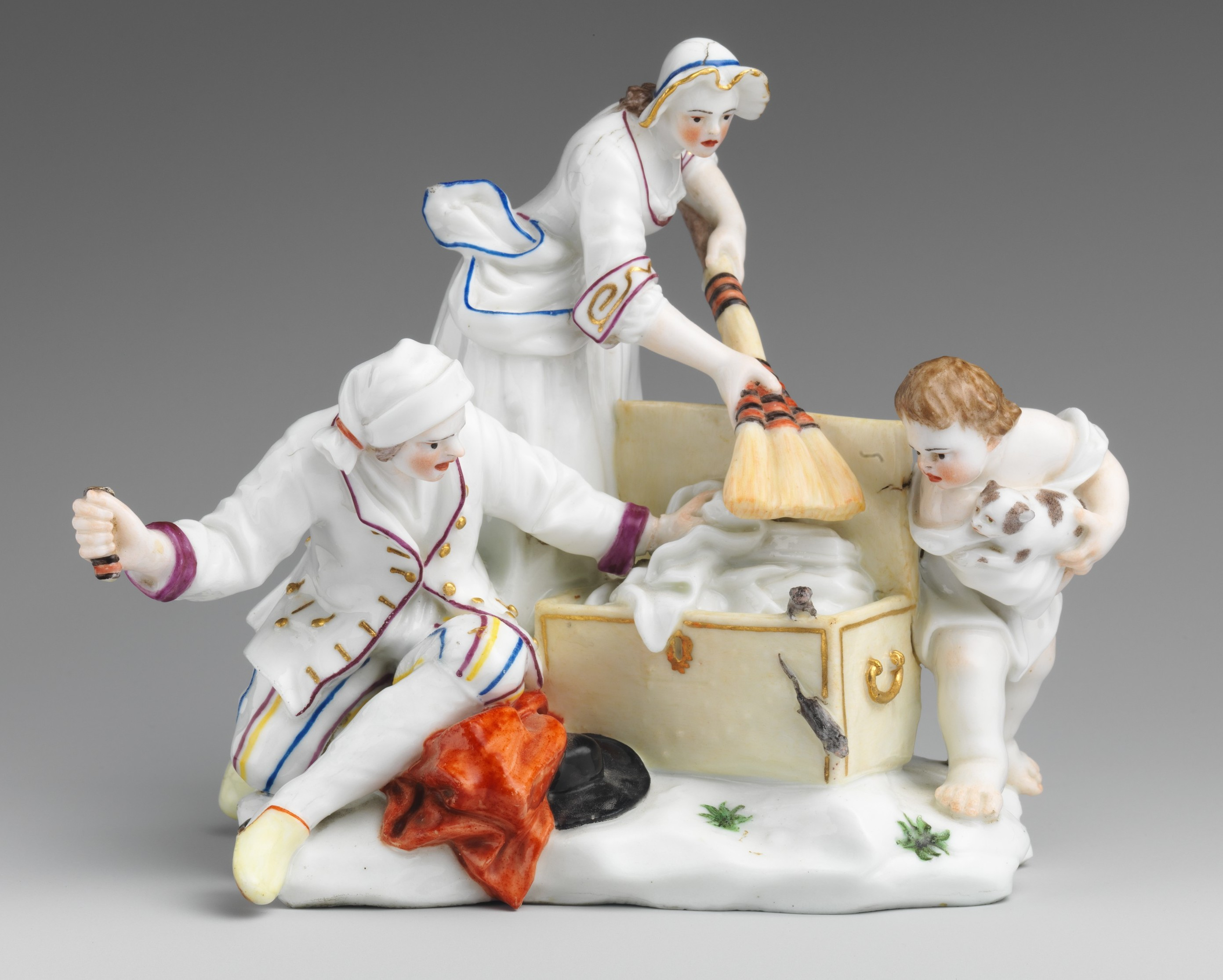
De muizenvangers; 18e-eeuws Capodimonte porselein, zoals ook in de andere illustraties

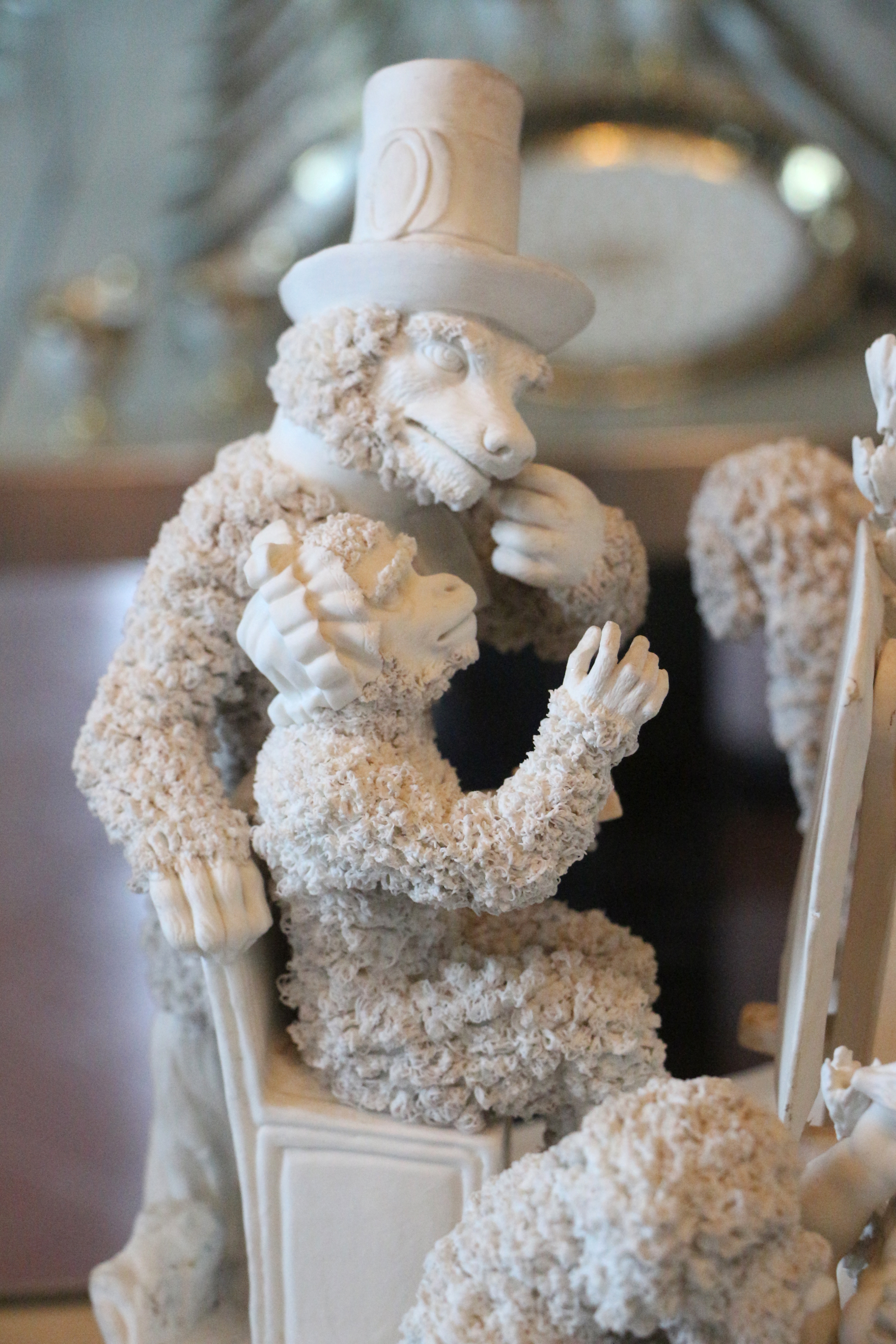
De berenschool

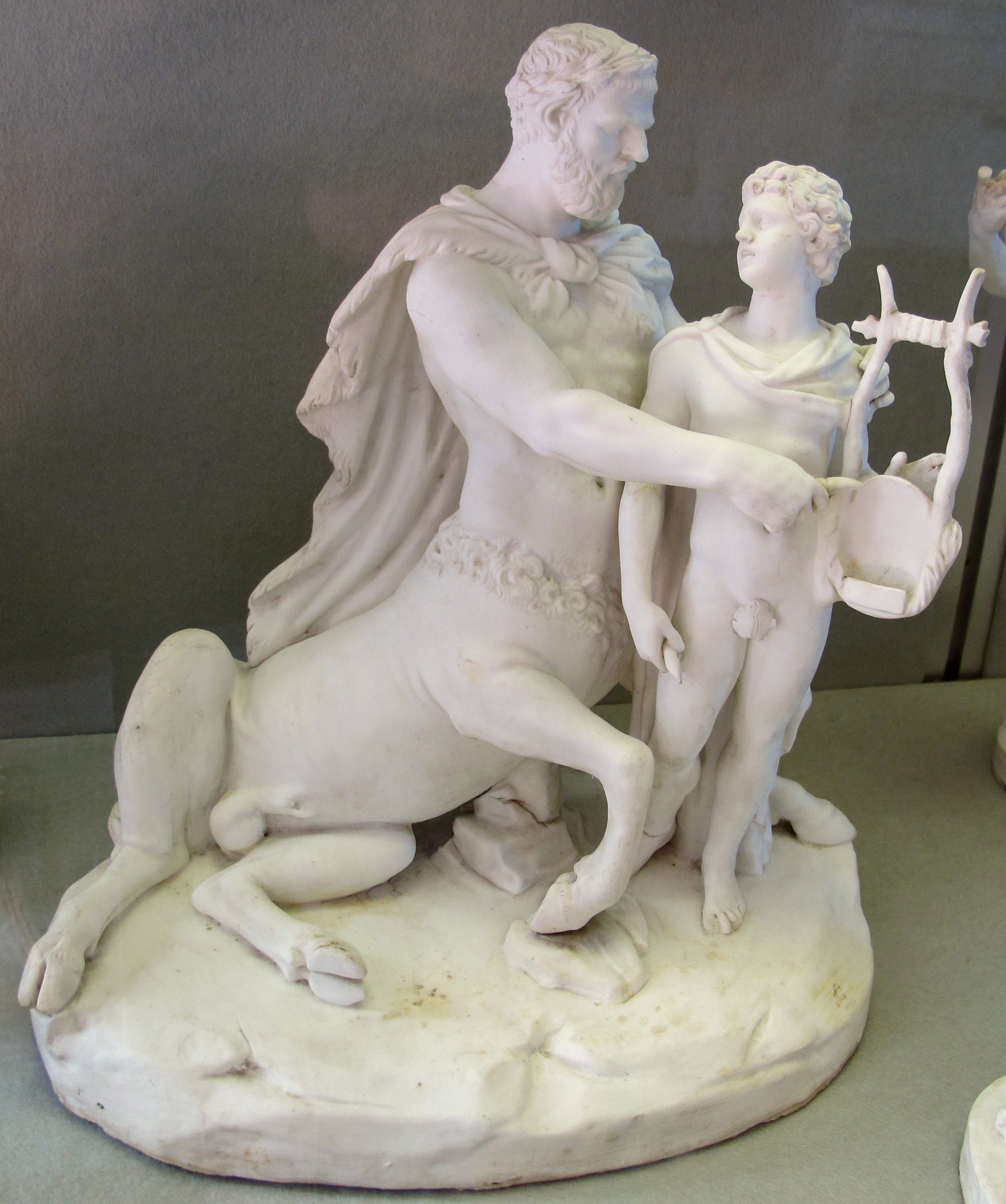
Cheiron onderricht Achilles

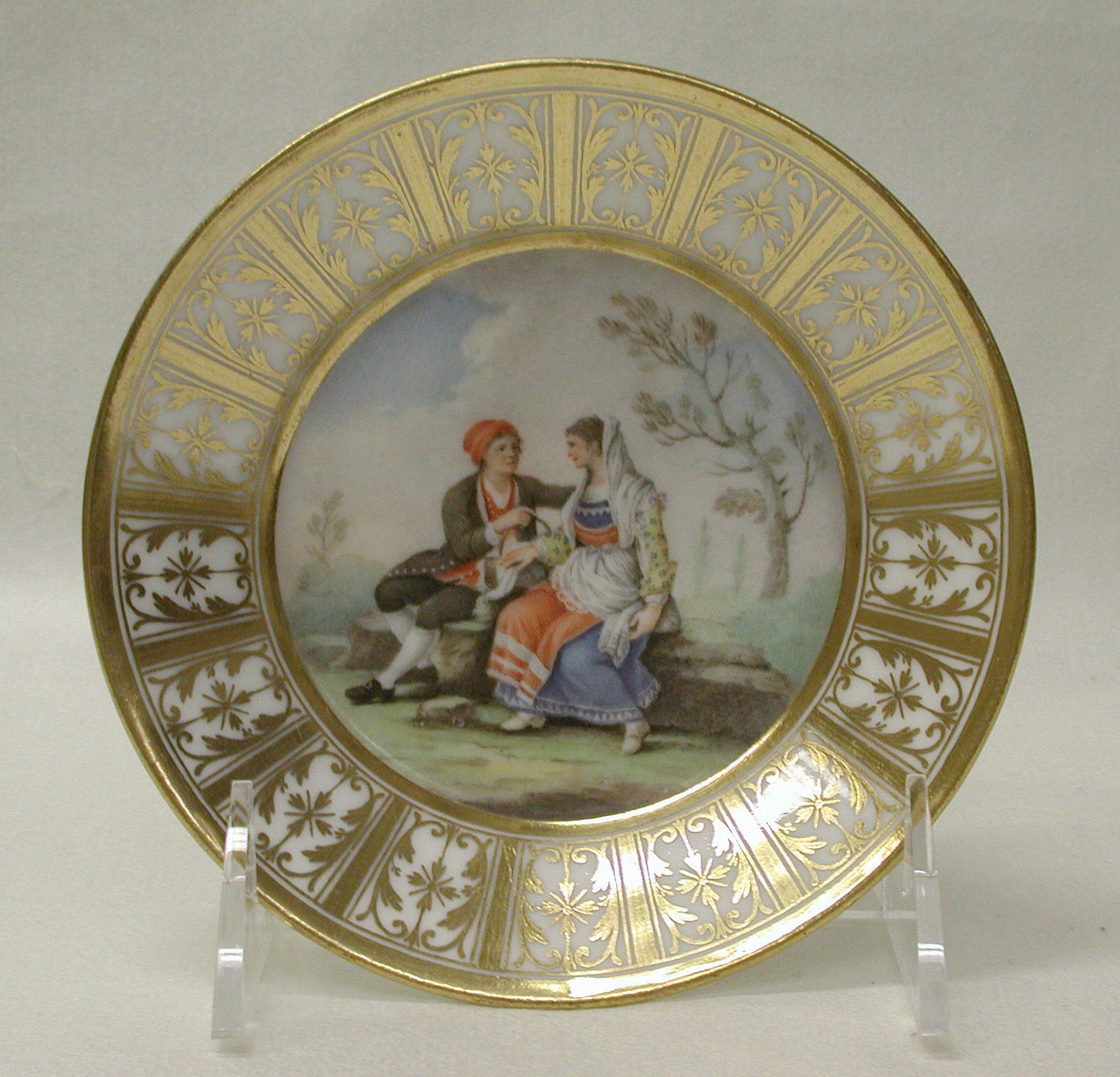
Napolitaans koppel

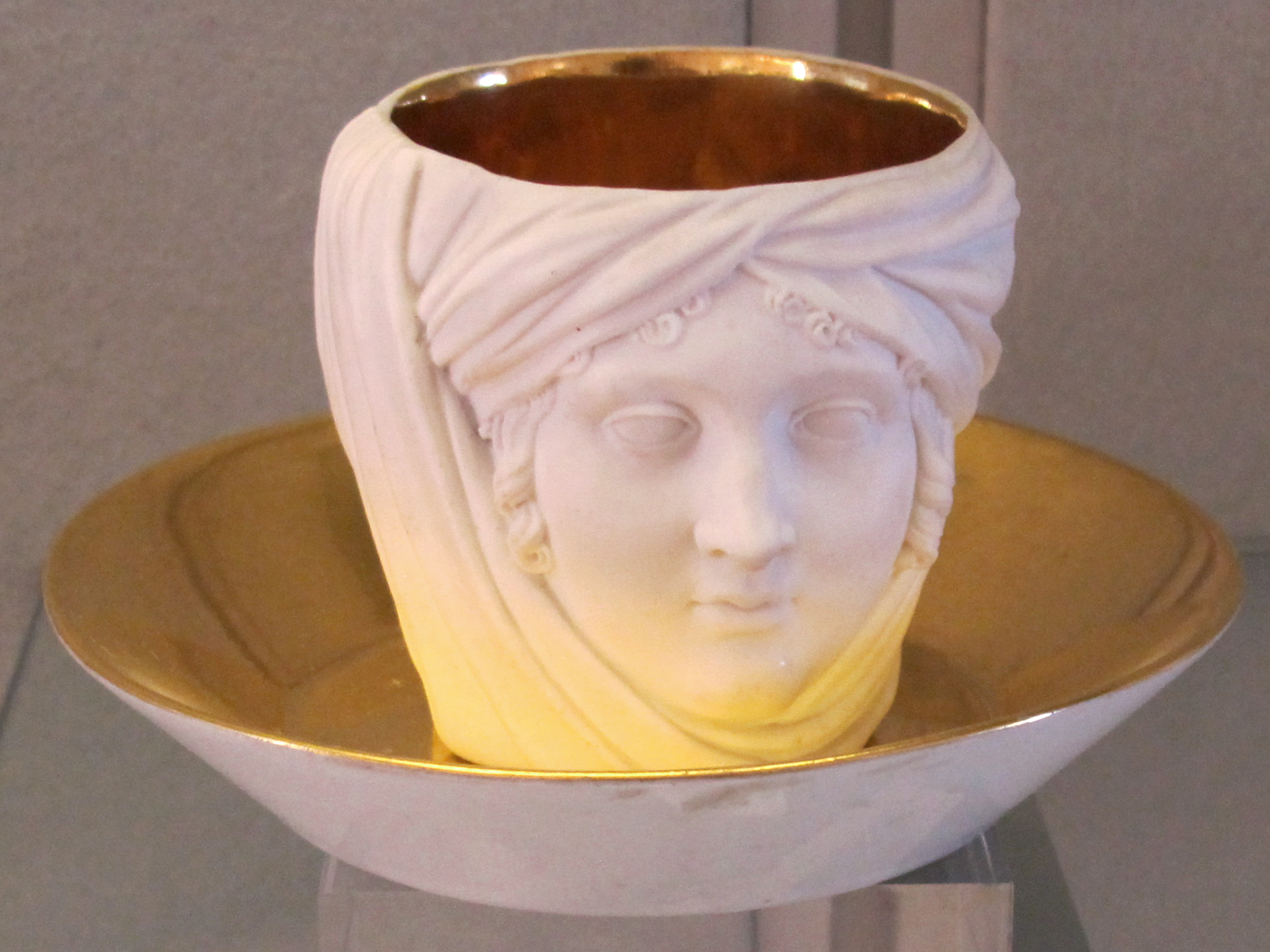
Kopje in de vorm van vrouw met tulband

Het porselein van Capodimonte was een product van de Koninklijke Manufactuur (Italiaans: Real Fabbrica) Capodimonte in de stad Napels, in het koninkrijk Napels. De Koninklijke Manufactuur heeft bestaan in de 18e en 19e eeuw. Zij bevond zich in het gelijknamige park Capodimonte.

## Historiek

### Periode 1739-1760
De Koninklijke Manufactuur voor porseleinproductie startte in Napels in 1739. Koning Karel VII van Napels, de latere Karel III van Spanje, en zijn echtgenote Maria Amalia van Saksen lagen aan de oorsprong. Hiermee werd Napels de vierde Europese stad waar porselein vervaardigd werd. Tevoren waren Meissen, Sèvres en Venetië met de productie gestart. Maria Amalia kende vanuit haar Saksische achtergrond het Saksisch porselein uit Meissen. Uit de Oostenrijkse Nederlanden werd Livius Ottavius Schepers, een scheikundige, aangetrokken. Uit Piacenza kwam de kunstschilder Giovanni Caselli en uit Firenze de beeldhouwer Giuseppe Gricci het productieteam vervoegen. Het eerste servies werd opgeleverd in 1743. De verkoop kende een duidelijk succes en koningin Maria Amalia volgde de productie van serviezen op de voet. Zij bezat in haar paleis van Portici een grote collectie serviezen en beeldjes.
In 1759 vertrok het koningspaar naar Madrid, want Karel besteeg de troon als koning Karel III van Spanje. Het koningspaar liet de Koninklijke Manufactuur Capodimonte verhuizen naar Madrid (1760). Tientallen arbeiders gingen mee. Ook de intussen befaamde beeldhouwer Giuseppe Gricci verhuisde naar Madrid. Daar ging de manufactuur verder onder de naam Real Fàbrica del Buen Retiro.

### Periode 1773 - 1808
Karels zoon, Ferdinand IV van Napels, volgde hem op als koning van Napels. In 1773 liet hij de Koninklijke Manufactuur Capodimonte herstarten. Om het onderscheid te maken met de manufactuur in Madrid die voor zijn vader werkte, noemde hij deze Real Fabbrica Ferdinandea. De tekenaar Filippo Tagliolini werd aangeworven, alsook de ondernemer Domenico Venuti. Aan de manufactuur werd een artistieke school gevoegd die zich toelegde op nieuwe onderwerpen. Tevens werd de porseleinproductie gewijzigd door meer magnesium toe te voegen; deze variant werd porcellana italiana genoemd. 
Na de troonsbestijging van Joachim Murat geraakte de Koninklijke Manufactuur in privé-handen (1808). De productie van porselein daalde snel, ook al omdat de vraag naar serviezen ingestort was tijdens de Napoleontische oorlogen.

### Ambachtelijk
In de 19e eeuw namen enkele familiebedrijven de traditie van de Koninklijke Manufactuur op. Zij produceren sindsdien porseleinen stukken onder de naam Capodimonte, en dit op ambachtelijke wijze. De naam is wettelijk beschermd.  De onderwerpen blijven veelal beperkt tot bloemmotieven.

## Musea
Het Museo di Capodimonte in Napels bevat de meest uitgebreide collectie van Capodimonte porselein uit de Koninklijke Manufactuur. Het was vroeger in bezit van het hof van de koningen der Beide Siciliën en het koninkrijk Italië. Andere musea in Napels met Capodimonte porselein zijn het Museo Duca di Martina, het Museo Filangieri en het Museo Diego Aragona Pignatelli Cortes.
Buiten Napels zijn de Italiaanse musea te vermelden, het Museum Correale in Sorrento en het Museum bij het Scala-theater in Milaan, waar porselein van Capodimonte is tentoon gesteld.